# 馬恰鄉
46°23′N 21°20′E / 46.38°N 21.33°E
馬恰鄉（羅馬尼亞語：Comuna Macea, Arad），是羅馬尼亞的鄉份，位於該國西部，由阿拉德縣負責管轄，面積73平方公里，海拔高度97米，2011年人口5,762，人口密度每平方公里85人。